# Passavia
Passavia (in tedesco Passau, in bavarese Båssa, in ceco Pasov) è una città extracircondariale (54 401 abitanti) della Germania situata in Baviera, al confine orientale con l'Austria. È conosciuta anche come Dreiflüssestadt (“la città dei tre fiumi”), per via della confluenza nel Danubio di Inn e Ilz. 
Il centro storico si divide in tre parti: l'Altstadt sulla penisola fra Inn e Danubio, l'Innstadt sulla riva destra dell'Inn e l'Ilzstadt fra Ilz e Danubio.

## Storia
Passavia ha origini celtiche, ed era nota come Boiodurum; fu forte militare romano di un'unità ausiliaria (a partire dalla fine del I secolo d.C. sotto la dinastia dei Flavi), col nome di Castra Batava. Durante la seconda metà del V secolo san Severino vi fondò un monastero e nel 759 un monaco anglosassone di nome Bonifacio Wynfrith, proclamato poi santo e detto l'Apostolo di Germania, vi stabilì una sede vescovile, la diocesi di Passavia, che diventò la maggiore del Sacro Romano Impero. La città fu successivamente governata dai vescovi-principi dell'Impero fino al 1803.
Nel XVII secolo, precisamente nel 1662 e 1680, Passavia fu colpita da incendi che distrussero diverse parti della città. Per la ricostruzione furono impiegati artisti italiani che diedero a Passavia, che è una delle più belle città bavaresi, un aspetto barocco e rococò ed anche neoclassico per alcuni edifici. Il vecchio centro conservò, però, un aspetto medioevale.
Nel 1803 Napoleone fece secolarizzare tutti i principati vescovili e Passavia passò al regno di Baviera fino alla fine della prima guerra mondiale. Nel 1918 con la sconfitta tedesca caddero, oltre al trono imperiale di Guglielmo II, anche tutti i regni tedeschi indipendenti come quello di Baviera e Passavia che, di conseguenza, seguì le sorti della prima repubblica tedesca.
A Passavia vissero Adolf Hitler e famiglia dal 1892 fino al 1894. Gli archivi della città menzionano il passaggio di Hitler in altre quattro occasioni: nel 1920 per dei comizi;dagli stessi archivi storici cittadini risulta che il piccolo Adolf Hitler, all'età di 4 anni, cadde nel fiume Inn e venne salvato da un suo coetaneo, Johan Kühberger, diventato in seguito sacerdote. Anche Heinrich Himmler e la sua famiglia hanno vissuto a Passavia, arrivati da Monaco di Baviera.
Dopo la seconda guerra mondiale la Baviera, e quindi Passavia, entrarono a far parte della repubblica federale.

## Monumenti
La città è dominata dall'alto di una collina dalla Veste Oberhaus. Antica fortezza del XIII secolo, fu più volte rimaneggiata, ampliata ed abbellita e fu anche sede dei vescovi principi; oggi ospita un museo di storia, folclore ed arte con opere di Rubens, Raffaello, Rembrandt ed altri.
La cattedrale di Santo Stefano, costruita nel XV secolo, è un pregevole esempio di arte gotica nella parte absidale, mentre sono di forme barocche la facciata a torri e la cupola della crociera, opera del 1668-1677 dell'architetto italiano Carlo Lurago (1618-1684), che furono costruiti in sostituzione della parte gotica andata distrutta da un incendio. All'interno c'è uno dei più grandi organi esistenti al mondo, con 229 registri e oltre 17 000 canne. La residenza dei vescovi principi si divide in due parti: l'antica, quasi completamente rifatta alla fine del XVII secolo, e la nuova, tuttora palazzo vescovile, edificio di forme neoclassiche del 1712-1770.
Passavia è il punto terminale della Via Danubia, una strada ciclabile che parte da Günzburg e si snoda in Baviera per oltre 200 chilometri. A Passau incontra la Ciclabile del Danubio, che costeggiando il fiume, giunge fino al Mar Nero.
Circa 9 500 degli abitanti della città sono studenti dell'università di Passavia, fondata negli anni 1970, rinomata per gli studi in economia, legge, scienze umane e informatica.

Passavia.

## Amministrazione

### Gemellaggi
- Hackensack, dal 1952
- Dumfries, dal 1957
- Cagnes-sur-Mer, dal 1973
- Krems an der Donau, dal 1974
- Akita, dal 1984
- Malaga, dal 1987
- Scurcola Marsicana, dal 1991
- České Budějovice, dal 1993
- Liuzhou, dal 1999
- Veszprém, dal 1999
- Montecchio Maggiore, dal 2003
- Tbilisi, dal 2013